# 赤嶺昌志
赤嶺 昌志（あかみね まさし、1896年（明治39年）3月8日 - 1963年（昭和38年）2月15日 ）は、日本のプロ野球球団経営者。プロ野球球団の名古屋軍理事（現在の日本プロ野球における球団代表に相当）、セントラル・リーグ総務などを務めた。

## 経歴
大分県出身。明治大学法学部卒業。
平壌鉄道局の野球チームの嘱託をしていた際、若林忠志を擁するハワイのノンプロ球団・スタクトンを迎えて親善試合を行うことになる。しかし、赤嶺は平壌の戦力が不十分と判断して東京へ赴き、新国劇のエース・黒田健吾を引き抜いた。のちに、新国劇が平壌で興行した際、赤嶺は劇団の若手に付け回されたという。
名古屋新聞社に就職し、1936年の職業野球リーグ結成に際して、同社が「名古屋金鯱軍」として加わったため、赤嶺もプロ野球にかかわるようになる。さらに金鯱軍の代表に就任。1937年からは新愛知新聞社の名古屋軍に移る。名古屋では、1937年にまだ在学中の日本大学の三浦敏一、國學院大学の大沢清・白木一二を中退させて入団させる。彼らが名古屋軍の試合に出て初めて、大学側は引き抜かれたことに気づく有様だった。ここで、赤嶺は日大OBに呼び出され、今後日大の選手に手を出さないように恫喝されたという。さらに、1939年には中央大学の加藤正二は藤倉電線への入社が決まっていた所を翻意させ名古屋へ入団させる。この際、右翼の大物頭山満の子息・頭山秀三を保証人にしたため、藤倉側も抗議できなかった。また、赤嶺は門司鉄道局の有力選手を大量に引き抜く。まず、1937年に石丸藤吉を入団させると、その手引きで石田政良を、さらにその手引きで髙木茂を、1939年には高木と同じ熊本工業出身の吉田猪佐喜を、1940年には同じく熊本工業出の岡本敏男に加えて、河村章も獲得した。このような大量の引き抜きの被害を蒙った門司鉄道管理局は、赤嶺が関門連絡船に乗ると非常ベルを鳴らして警戒したとも言われている。
金鯱軍は1940年に翼軍と合併（大洋軍の発足）がなされて事実上消滅。太平洋戦争（大東亜戦争）が始まると、新聞事業令をはじめとする新聞統合により、1942年に名古屋新聞社と新愛知新聞社（の経営母体）が合併し、中部日本新聞社が成立した。

### 名古屋軍理事就任
旧新愛知新聞社の創業家出身で中部日本新聞社の初代社長に就任した大島一郎オーナーの元、同社が引き継いだ名古屋軍の理事となる。1942年春には、ノンプロの八幡製鉄から小鶴誠を引き抜いて名古屋軍に入団させる。この引き抜きに対して、八幡製鉄のメンバーやファンは激怒したことから、赤嶺は恭順の意志を示すために、小鶴について飯塚商業出身に因んで「飯塚」の偽名を使って職業野球の選手登録を行った。
第二次世界大戦で日本はアメリカ合衆国と戦っているために、1943年には敵国の言葉を使うなという「英語追放運動」が起こった。陸軍は野球界にも「強制ではない」としながらも、英語中心の用語を日本語化するよう圧力を掛けた。赤嶺は率先して賛成し、逆に大和軍の河野安通志は強硬に反対した。結局、プロ野球の存続のためには日本語化受けいれもやむなしとして、この年の公式戦から日本語化された。
赤嶺は積極的に戦時に迎合することで、プロ野球リーグの存続を図ろうとした。その結果、ユニフォームは国防色になり、帽子は戦闘帽になった。さらに、選手は「戦士」、試合は日本古来の武道から「仕合」と改めた。これらは全て赤嶺の発案だった。1940年には、スパイ容疑で憲兵の監視下にあった巨人軍のヴィクトル・スタルヒンに日本名「須田 博（すたひろし）」への改名を勧め、プロ野球でのプレイを続けられるよう手配していた。
戦時体制の下、新聞社の営利事業の兼業が認められなくなったことや、旧名古屋新聞社が名古屋金鯱軍の系譜を継ぐ大洋軍の経営から撤退したこともあり、中部日本新聞社が経営を続けることは困難となった。そこで1943年は大島オーナーの個人出資で乗り切ったものの、同年限りでついに中部日本新聞社は球団経営から手を引いた。赤嶺は選手たちを理研工業（旧理化学研究所を母体とする「理研コンツェルン」の一企業）に引き取らせ、球団名も「産業軍」と改称。これは戦時下、労働者は「産業戦士」と呼ばれ戦争を支える存在とされたからである。球団を引き受けた恩義が、選手の中に「赤嶺一派」と呼ばれる強力な支持者を作ることになった。1944年のシーズンは、平日は「産業戦士」として軍需産業である理研工業で勤労奉仕を行い、土日に「仕合」を行った。しかし、「戦士」の出征が相次ぎ、人材は払底。戦局もいよいよ悪化したことから、ついにプロ野球リーグの休止が決まり、1945年のシーズンは行われないことになった。
赤嶺が球団を存続させたことは、しばらくして重大な意味を持つことになる。1943年シーズン終了後、河野の大和軍と、大洋軍の後身の西鉄軍（西日本鉄道経営）が、戦局の悪化を理由に解散を届け出ていた。
1945年8月15日に日本が第二次世界大戦に敗北すると、その月のうちに東西対抗戦を行うよう選手たちに呼びかけ、11月23日より晴れて対抗戦が実施された。さらに、リーグ戦も再開されることになったが、ここで赤嶺が球団を存続させた1年間が決定的な意味を持つ。理研工業の手を離れた産業軍は再度大島の個人出資を受け「中部日本」と改称し、そのまま日本野球連盟のリーグに復帰した。ところが、河野が大和軍の後継として結成した「東京カッブス」の加盟申請、および西鉄軍の復帰申請は、途中でチームを解散したことを理由にいずれも認められなかった。赤嶺がいなければ、名古屋軍は復帰を許されず、中日ドラゴンズも今の形では存在しなかったのである（西日本鉄道は1949年の日本野球連盟リーグ分裂時に西鉄クリッパースを改めて結成し、パシフィック・リーグに加盟）。
1947年中部日本ドラゴンズと改称。球団は引き続き大島の個人出資であり、中部日本新聞社は出資していなかった。しかし球団名に企業名を付けたことで、結果的に経営に介入するようになった新聞社側と赤嶺は対立を深める。中部日本新聞社は連盟に対して名古屋軍（大日本野球連盟名古屋協会）設立時に新愛知社外から会長に迎えられていた弁護士の大野正直と新聞社の間で1946年3月に取り交わされた新法人（中部日本野球倶楽部）に対する「球団委任契約」書面の写しを提示し、中部日本新聞社長の杉山虎之助をオーナーとする代表者変更届の承認を求めた。その結果、連盟の会議では圧倒的賛成多数でこの変更届が承認され、球団に関する権限は中部日本新聞社に帰属することが確定した。
この結果、赤嶺は1948年に退団させられるが、チームの選手26名の約半数近い12選手（小鶴誠・古川清蔵・岩本章・金山次郎・三村勲・野口正明・藤原鉄之助・井上嘉弘・長島甲子雄・加藤正二・松尾幸造・藤本英雄）とマネージャーの小阪三郎も赤嶺の後を追って退団した。

### 大映野球〜急映フライヤーズ〜大映スターズ時代
赤嶺を含む赤嶺一派の多く（小鶴誠・金山次郎・三村勲・野口正明・藤原鉄之助・井上嘉弘・加藤正二）は大映により設立された新球団の大映野球に加わるも、大映野球は日本野球連盟に加盟を却下された。一時、大映は国民野球連盟の大塚アスレチックスと行動を共にするが、東急フライヤーズと合併し、赤嶺は東急大映野球・急映フライヤーズの経営に加わることになる。翌1949年大映の永田雅一が金星スターズを買収して大映スターズになり東急と分かれると、赤嶺は永田に従ったものの代表にはなれず不遇の状態であった。大映では、球団幹部の赤嶺昌志派と監督の藤本定義派に分かれていたという。

### セ・パ両リーグ分裂以降
1949年オフに日本野球連盟がセ・パ両リーグに分裂すると、大映スターズはパ・リーグに加盟する一方で、赤嶺はセ・リーグ総務に就任。このため、大映の選手のうちで九州出身の赤嶺派である小鶴誠・三村勲・金山次郎・大岡虎雄・河村章・野口正明・姫野好治の去就が取り沙汰される。大映側は引き留めを図るが、赤嶺の斡旋により小鶴・三村・金山・大岡はセ・リーグの松竹ロビンスへ移籍した。また、この際に戦前名古屋軍に在籍していた石丸藤吉（選手兼助監督）・吉田和生も松竹入りしている。
1952年シーズン終了後に松竹と大洋ホエールズが合併することになるが、ここで広島カープがチーム力強化のために小鶴の打力を欲しがっていることを知ると、赤嶺は小鶴・金山・三村を連れて広島への移籍を画策する。しかし、事前に『中国新聞』に報じられたことから赤嶺は広島入りを断念し、小鶴ら選手たちだけが広島に移籍した。こうした球界のフィクサーとしての活動と、配下の選手たちのめまぐるしい移籍は「赤嶺旋風」と呼ばれ球界を騒がせた。赤嶺は1950年の広島カープ創立に際し、金鯱軍理事だった山口勲やカープ創立準備委員長を務めた谷川昇と共に関与しており、移籍が成功した際には球団代表へ就任する予定であったが、この動きに反発した球団幹部や後援会が『中国新聞』へリークしたという経緯がある。
広島移籍問題が終息したのち、球界では赤嶺の責任を問う声もあったが、引き続きセ・リーグに残留。鈴木龍二の勧めで、松竹ロビンスの田村駒治郎オーナーが持ち込んだメジャーリーグの野球協約を和訳し、これを元に日本プロフェッショナル野球協約の条文を作成した。

## 演じた人物
- ヨネスケ - 『人間の翼 最後のキャッチボール』（1996年、シネマクラフト）